# Pomnik Józefa Piłsudskiego w Toruniu
Pomnik Józefa Piłsudskiego w Toruniu – posąg upamiętniający pierwszego marszałka Polski Józefa Piłsudskiego, usytuowany w zachodniej części placu Rapackiego w Toruniu. Uroczyste odsłonięcie pomnika miało miejsce 15 sierpnia 2000 roku.
Ideę budowy pomnika przedstawił poseł Jan Wyrowiński 11 listopada 1997 roku.
Pomnik składa się z brązowego postumentu o wysokości 3,8 metra, ustawionego na szerokim granitowym postumencie. Józef Piłsudski ma na sobie szynel, maciejówkę, przy nim znajduje się pałasz. Autorem pomnika jest gdański rzeźbiarz Stanisław Szwechowicz. Na postumencie znajduje się napis: MARSZAŁEK JÓZEF PIŁSUDSKI 1867 – 1935. WSKRZESICIELOWI PAŃSTWA POLSKIEGO HONOROWEMU OBYWATELOWI TORUNIA W 80 ROCZNICĘ BITWY WARSZAWSKIEJ MIESZKAŃCY TORUNIA I ZIEMI CHEŁMIŃSKIEJ.
W miejscu, gdzie mieści się pomnik, planowano postawienie dwóch innych pomników. W 1928 roku władze miasta planowały wznieść pomnik Zwycięstwa i Wolności, z okazji 10. rocznicy odzyskania przez Polskę niepodległości. Ponadto podczas II wojny światowej niemieckie władze okupacyjne planowały wznieść nowy pomnik Mikołaja Kopernika. W przypadku pomnika Kopernika nieznana jest dokładna lokalizacja. Według jednej z hipotez pomnik miał stanąć na miejscu dzisiejszego pomnika Józefa Piłsudskiego, według innej (obecnie odrzucanej, m.in. przez historyk sztuki Katarzynę Kluczwajd) na miejscu współczesnej rzeźby Helios.